# Jan Remiger
Johann Nepomuk Remiger, počeštěně Jan Remiger (4. května 1879 Zhoř – 21. května 1959 Gauting), byl český katolický duchovní německého původu, pomocný biskup pražský v letech 1929–1945.

## Život
Na kněze byl vysvěcen v Praze 24. května 1902, 16. prosince 1929 byl jmenován titulárním biskupem dadimenským a pomocným biskupem pražským. Vysvěcen byl 2. února 1930. V roce 1940 jej německý velvyslanec u Svatého stolce neúspěšně navrhoval jako kandidáta na českobudějovický biskupský stolec.
Povinnosti pražského pomocného biskupa plnil až do roku 1945 (poslední kněžská svěcení udělil ve své rezidenci na Hradčanském náměstí 62/10 v Praze dne 29. dubna 1945). Po skončení druhé světové války sdílel osud svých spoluobčanů německé národnosti, s nimiž musel opustit Československo. Pohřben je v biskupské hrobce mnichovském dómu. Pohřební obřady sloužil kardinál Joseph Wendel.